# Chiesa di San Martino Vescovo (Mezzenile)
La chiesa di San Martino Vescovo è la parrocchiale di Mezzenile, in città metropolitana e arcidiocesi di Torino; fa parte del distretto pastorale Torino Nord.

## Storia
Originariamente la comunità di Mezzenile dipendeva dalla pieve di Santa Maria di Ceres.
Nella relazione della visita pastorale del 1584 si legge che la sagrestia era stata realizzata da poco e che le pareti dell'edificio erano scrostate; si ordinava quindi di imbiancarle.
Dagli atti relativi alla successiva visita del 1653 si apprende che l'edificio era in buone condizioni e che ospitava in tutto cinque altari.
All'inizio del XIX secolo, con l'incremento della popolazione del comune, si decise di costruire una nuova chiesa più grande e pertanto fu affidato il progetto all'ingegner Butturini. I lavori iniziarono nel 1818 e terminarono nel 1865, riutilizzando anche i materiali ricavati dalla demolizione della precedente parrocchiale; nel 1868 l'arcivescovo di Torino Alessandro Riccardi di Netro impartì la consacrazione.
Nel 1908 venne edificata la cappella invernale e negli anni ottanta, per adattare la chiesa alle norme postconciliari, si provvide a realizzare il nuovo altare rivolto verso l'assemblea.

## Descrizione

### Esterno
La facciata della chiesa, rivolta a nordovest e suddivisa da una cornice marcapiano in due registri, entrambi scanditi da paraste, presenta in quello inferiore il portale d'ingresso, sormontato dal timpano semicircolare e affiancato da sue finestrelle circolari, mentre quello superiore è caratterizzato da rosone di forma ellittica e coronato dal frontone triangolare.
Annesso alla parrocchiale è il campanile a base quadrata, la cui cella presenta su ogni lato una monofora ed è coperta dal tetto a quattro falde.

### Interno
L'interno dell'edificio si compone di un'unica navata, le cui pareti sono abbellite da lesene e sulla quale si affacciano le cappelle laterali, ospitanti gli altari laterali; al termine dell'aula si sviluppa il presbiterio, sopraelevato di tre scalini e chiuso dall'abside di forma semicircolare.
Qui sono conservate diverse opere di pregio, la più rilevante delle quali l'altare maggiore in marmi policromi, costruito nel 1925.